# Bagnères-de-Luchon
Bagnères-de-Luchon település Franciaországban, Haute-Garonne megyében. Lakosainak száma 2081 fő (2022. január 1.). Bagnères-de-Luchon Arres, Es Bòrdes, Bossòst, Vielha e Mijaran, Vilamòs, Cazarilh-Laspènes, Juzet-de-Luchon, Montauban-de-Luchon, Moustajon, Saint-Aventin és Saint-Mamet községekkel határos.

## Népesség
A település népességének változása:
| Lakosok száma | 4123 | 3498 | 3094 | 2619 | 2533 | 2384 | 2312 | 2285 | 2222 | 2081 |
|               | 1968 | 1982 | 1990 | 2006 | 2013 | 2015 | 2017 | 2019 | 2020 | 2022 |